# 喬治·斯文本
喬治·斯威本 (1861年2月3日 – 1928年9月4日) 澳洲工程師，政治家和公眾人物。
斯威本出生于Paradise, 一座位于英格兰纽卡斯尔泰恩河畔的小城。他的父親馬克·威廉斯·斯威本在1960年代迎娶了母親珍妮·寇特斯，當時他的父親在位於ELSWICK的阿姆斯特朗工廠工作，薪水是每周27便士。後來，他獲得了一個優厚待遇的工作，在1892年，馬克·威廉斯·斯威本確定了屬於他自己的黃銅鑄工生意，他亦是一個相關行業的鑄銅工程師。喬治斯威本出生后，得益于父親穩定的生意，就讀了皇家語文學校，之後在1874年他成為一個化學開發商的學徒。在其學徒省份后，他亦在相同的公司找到一份職員工作，并在工作之餘開始努力自學工程學科，亦在一些業餘組織參與社會討論，在每個星期天，他亦是衛理公會教派學校的一位青年教師。 
1892年斯威本在倫敦加入了他舅舅約翰·寇特斯的一家瓦斯機械工程商務公司，三年後他獲得公司的一部分股份，并投資300英鎊置於公司內。 他對於音樂亦有著特別的興趣，1885年，他加入了一個時常在水晶宮表演的唱詩班。在政治方面，他亦是一個熱情積極的參與者。1886年，他成為在South Saint Pancras的一名自由黨候選人。并多次參與激烈的競選活動。斯文本對於政治得出自己的結論：「一場沒有價值的遊戲——結局亦是疲憊不堪，失眠，無論白天還是黑夜，你永遠不得安寧。」

## 政治生涯
斯威本曾在1898年參選墨爾本市山楂區的參議員，四年後，他成為山楂區立法會的成員之一。并得到了當地警察局的支持。當時在澳洲正發生嚴重的乾旱，他的就任演說內容主要是「合理分配水到乾旱地區是最重要的」。